# Nekrogoblikon
Nekrogoblikon är ett amerikanskt melodisk death metal-band från Kalifornien som grundades 2006. Bandets första studioalbum, Goblin Island, släpptes 2006 och det senaste albumet Welcome To Bonkers gavs ut i april 2018. Nekrogoblikons lyrik kretsar mestadels kring bandets huvudtema gobliner, men även rent humoristiska texter och parodier på metal-klichéer förekommer.

## Historia
Bandet bildades av Tim Lyakhovetskiy och Nicky Calonne under sommaren 2006 mest som ett skämt. De spelade in gruppens första album, Goblin Island i Tims garage i Palo Alto. När Lyakhovetskiy återvände till University of California, Santa Barbara under hösten började han leta efter fler bandmedlemmar för att spela live. Han anlitade Alex Duddy och Ashleigh Carracino för att ta över sång respektive keyboard samt Spencer Bartz på trummor, Alex Alereza på gitarr och Austin Nickel på bas. Efter elva spelningar bland annat på Whisky a Go Go i Hollywood flyttade Bartz till Japan och ersattes av Eddie Trager.
I januari 2009 tillkännagav Nekrogoblikon att de arbetade på sitt andra album, Stench, vilket släpptes den 19 juli 2011. Albumet mottogs med positiva recensioner från Los Angeles Times musikblogg Pop and Hiss som berömde låtskrivandet och bandets tekniska färdigheter. Metal Sucks gav Stench fyra och ett halvt horn av fem möjliga och skrev att skivan ljudmässigt var betydligt mer professionell än Goblin Island och att dess teknikalitet var "allt en musikfantast kunde önska sig från en metalskiva."
Nekrogoblikon släppte en musikvideo till låten No One Survives från Stench i september 2012. Videon regisserades av Brandon Dermer och skildrar en hektisk dag i en goblins liv. John Goblikon arbetar på ett kontor och gillar kollegan Kayden (Kayden Kross) men mobbas av en annan kollega, Brad (Tyler Dawson), som också är intresserad av Kayden. Videon fick viral spridning och hade inom loppet av några veckor fått över en miljon visningar, och över tre månader 1,5 miljoner. Danko Jones skrev i The Huffington Post att han ansåg No One Survives vara den bästa musikvideo han någonsin sett och utsåg den till årets musikvideo. Den fick också biopremiär på filmfestivalen South by Southwest i mars 2014.
Maskoten John Goblikon skapades för No One Survives och efter framgångarna med videon testade bandet att ha honom med som hype man på en spelning, det gick hem hos publiken och blev ett permanent inslag i Nekrogoblikons liveuppträdanden. Sommaren 2013 släppte bandet EP:n Power vilken gick in på plats nummer 43 på Billboards Top Heatseekers-lista den 14 september. Under sommaren turnerade Nekrogoblikon i Europa och spelade på flera större festivaler, bland annat Rock Am Ring, Rock Im Park och Download Festival. En musikvideo till låten Powercore spelades in under turnén och hade premiär i augusti 2013.
2014 uppträdde bandet på Kerrang! Tour tillsammans med Limp Bizkit, Crossfaith och Baby Godzilla. Nekrogoblikon släppte sitt tredje fullängdsalbum Heavy Meta den 2 juni 2015. I samband med Heavy Meta släpptes även videon We Need a Gimmick som skildrar hur John Goblikon ser tillbaka på No One Survives och funderar på hur han skall kunna göra en ännu mer viral video.
Welcome to Bonkers var Nekrogoblikons fjärde fullängdsalbum samt det andra att släppas på deras eget bolag Mystery Box. En skillnad från de tidigare albumen som involverat mycket samarbete var att Nicholas Calonne skrev 95% av musiken och texterna. Albumet släpptes 13 april 2018 och gick in som nummer 69 på Billboard 200-listan i USA den 28 april. I samband med albumet släpptes även en musikvideo till låten Dressed as Goblins skriven och regisserad av Brendon Small från Dethklok.

## Medlemmar
Nuvarande medlemmar
- "Nicholas Von Doom"/"Scorpion" (Nicholas Calonne) – sång, keyboard (2006– )
- "Goldberg" (Alex Alereza) – gitarr, bakgrundssång (2006– )
- "Raptor" (Aaron Minich) – keyboard (2012– )
- Aaron VanZutphen – basgitarr (2015– )
- Eric W. Brown – trummor (2016– )

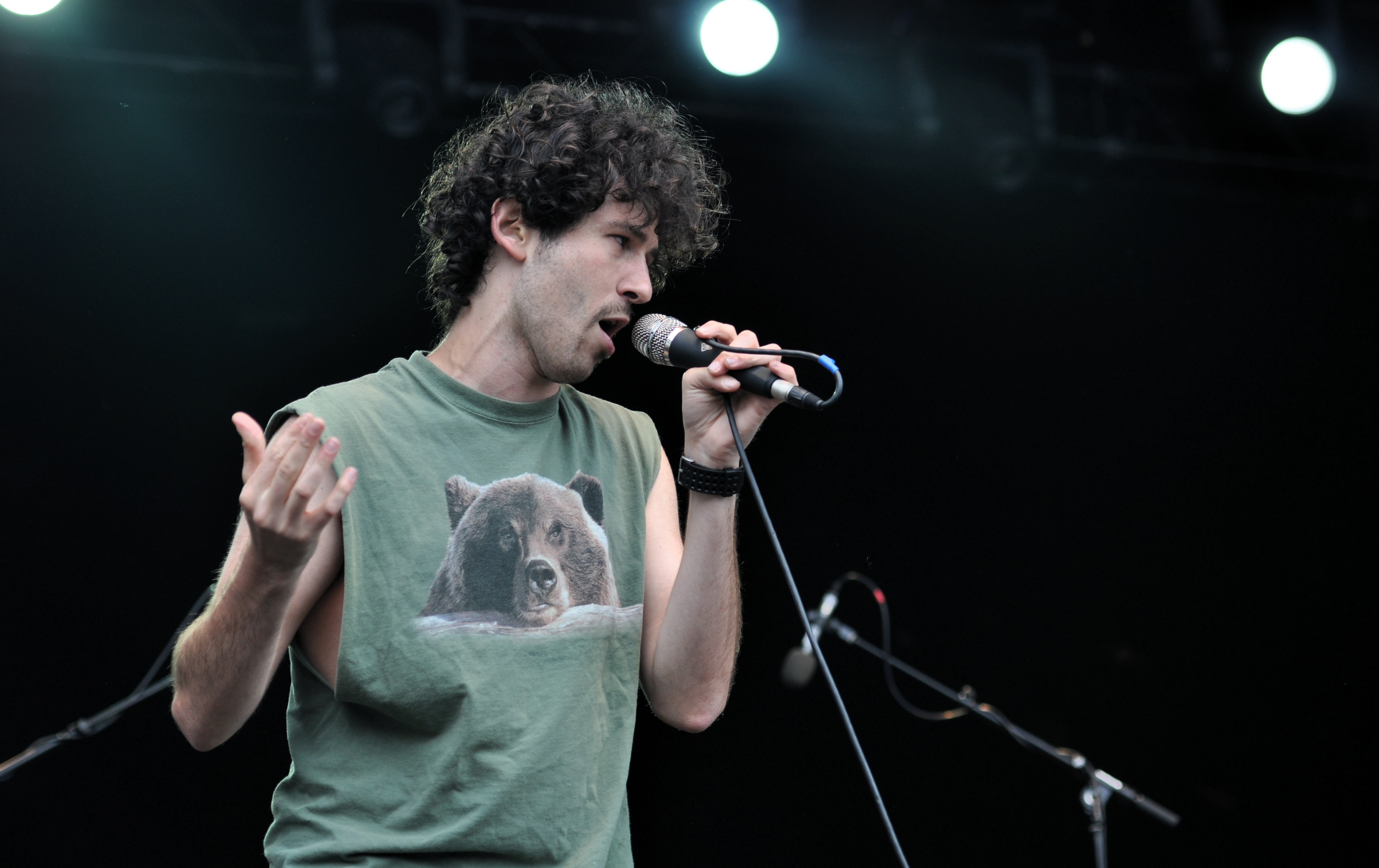
Nicholas Calonne
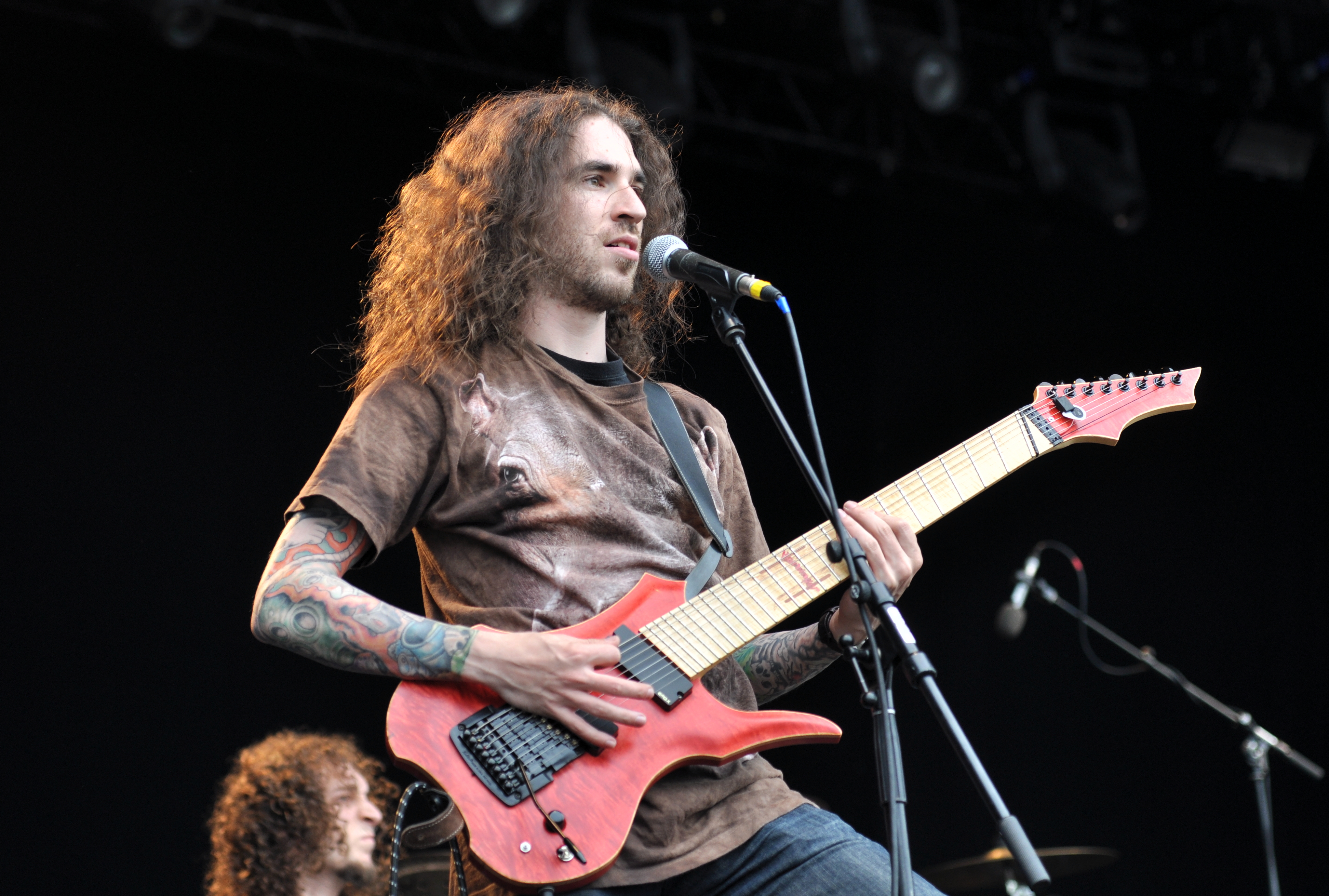
Tim Lyakhovetskiy
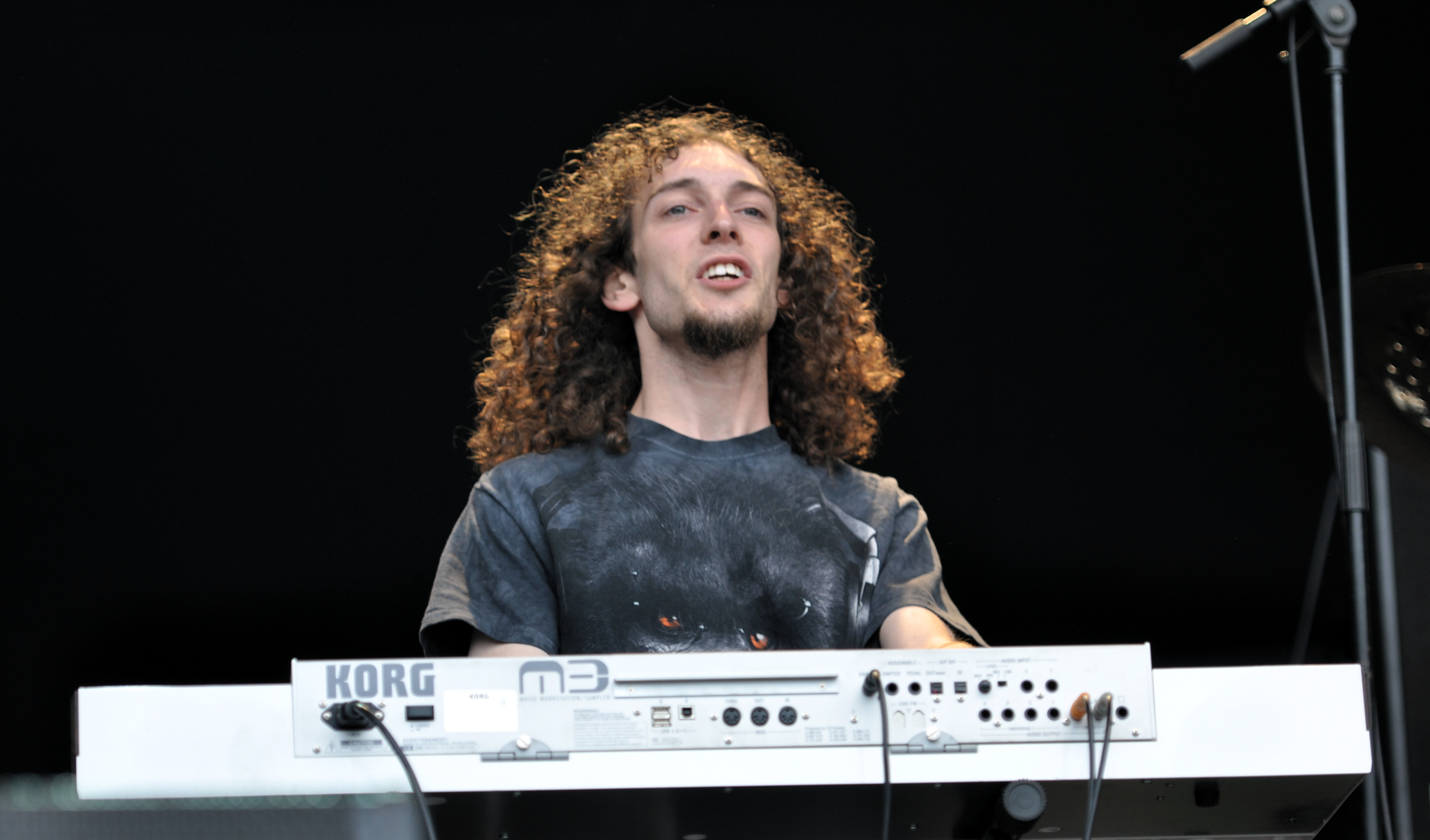
Aaron Minich
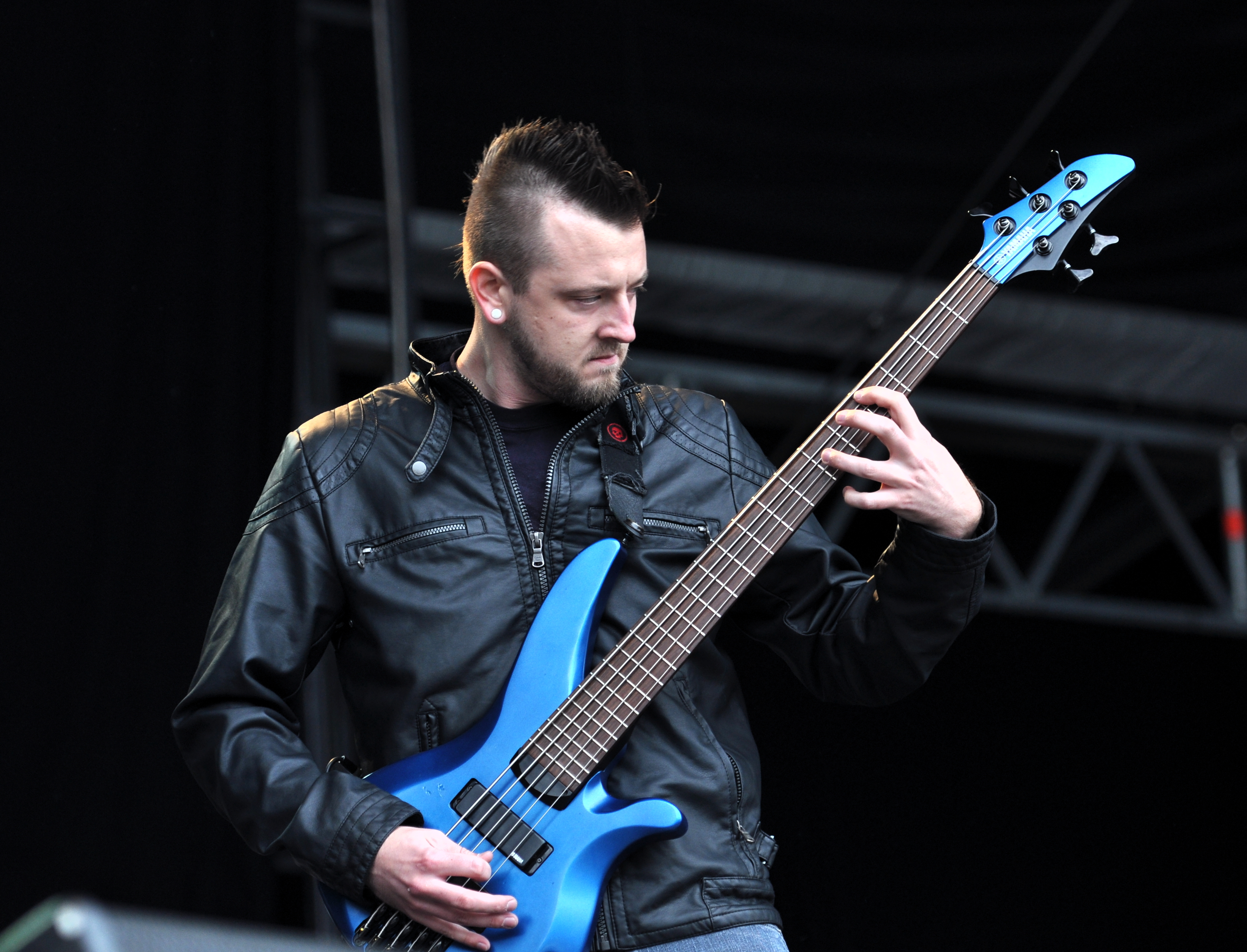
Brandon Frenzel
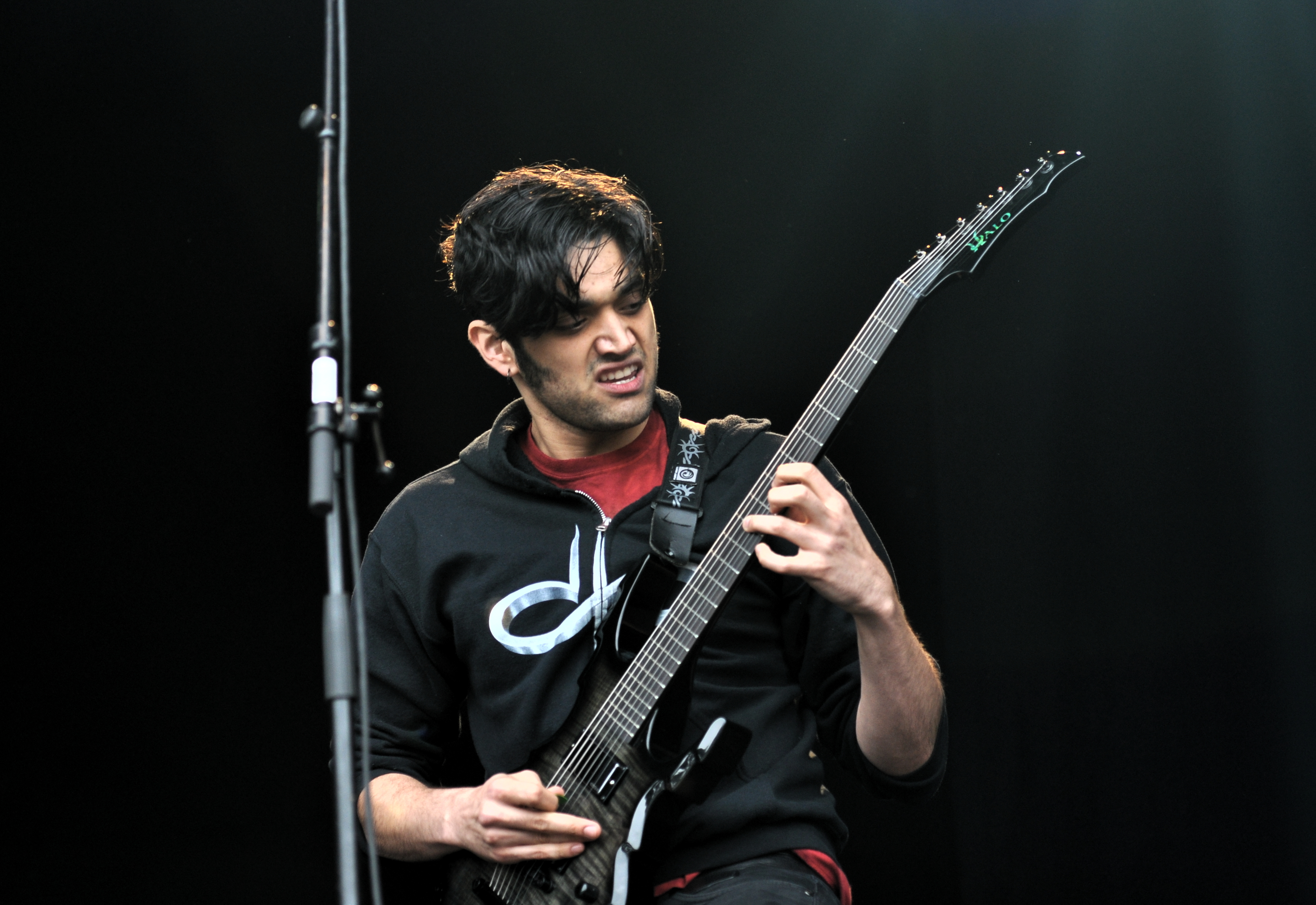
Alex Alereza
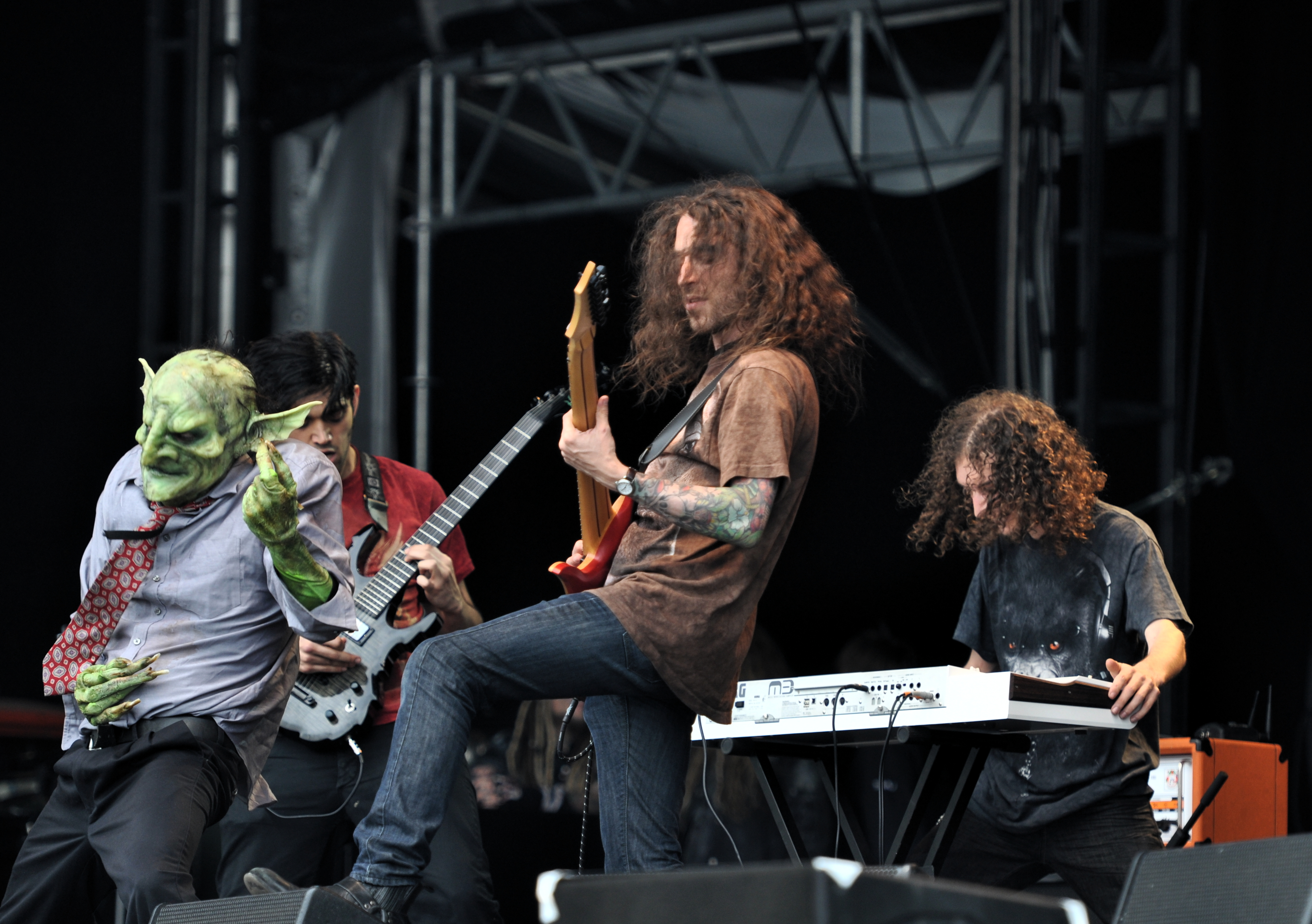
Nekrogoblikon vid Rock am Ring 2013
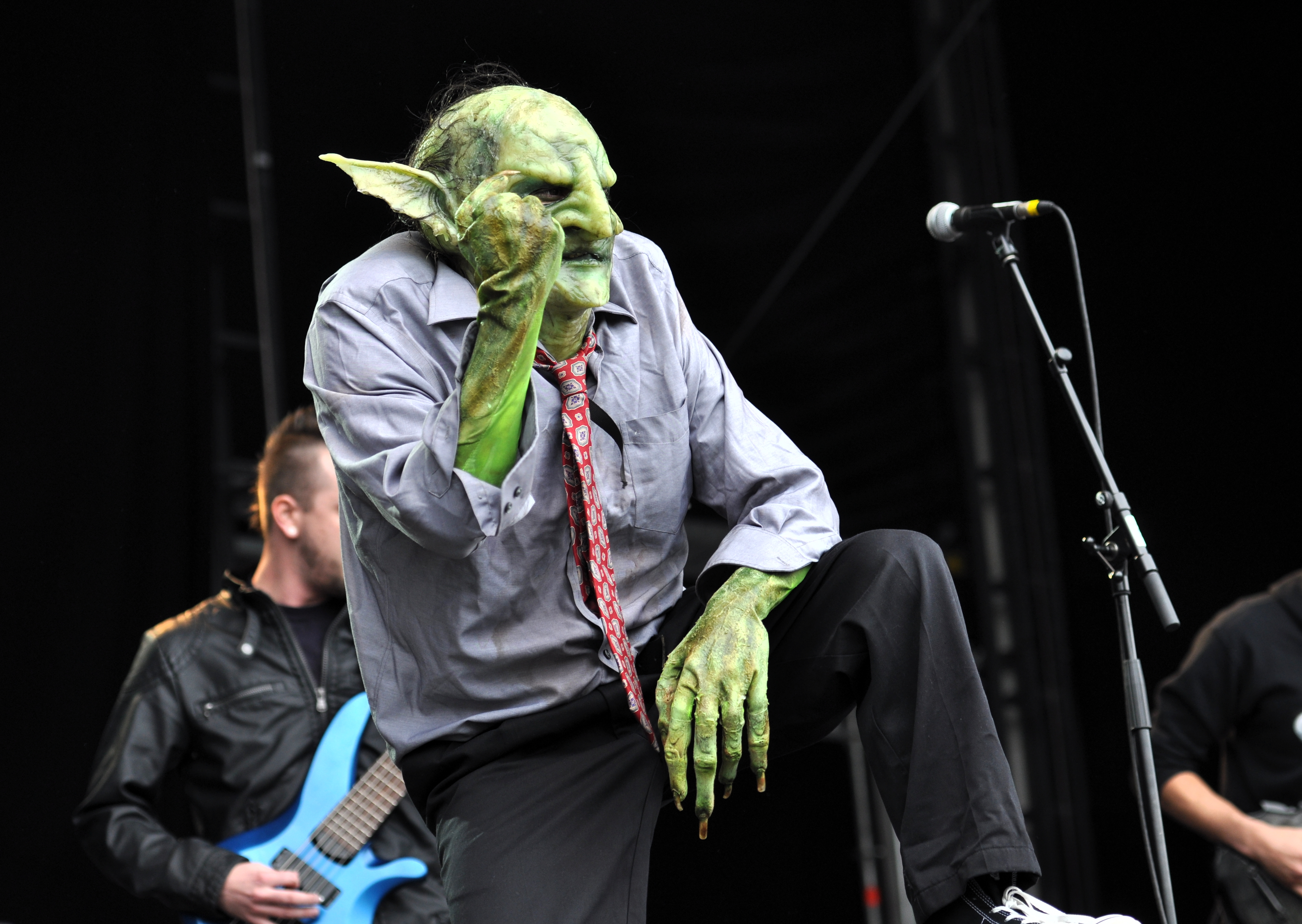
Dave Rispoli som John Goblikon
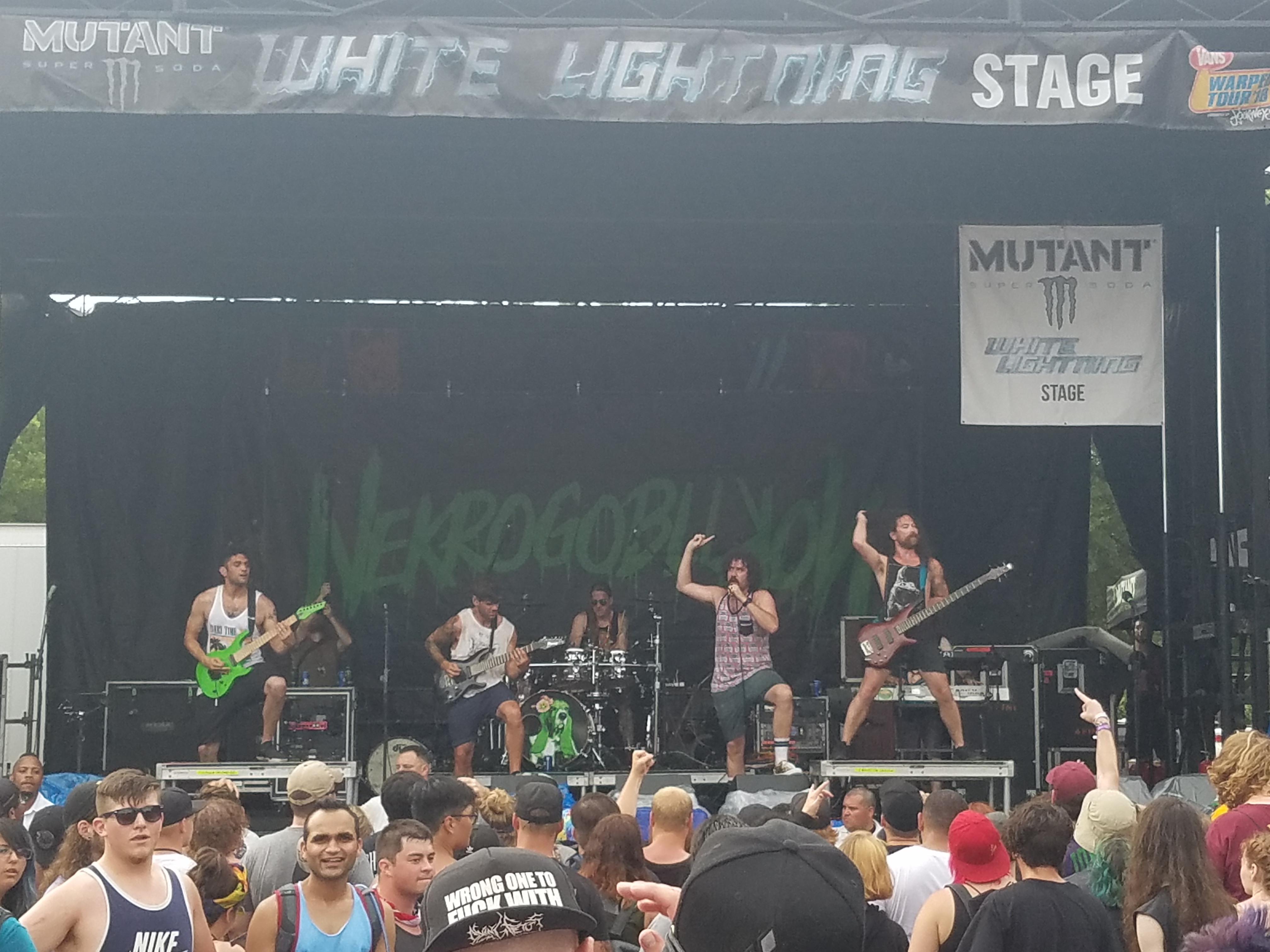
Nekrogoblikon 2018.

Tidigare medlemmar
- Bryan Kaye – trummor
- Jason Kaye – gitarr
- Anthony DeLorenzi – keyboard
- "Timbus" (Tim Lyakhovetskiy) – gitarr, bakgrundssång (2006–2013)
- Spencer Bartz – trummor (2006–2007)
- "Bready"/"Sir Eddie the Swift" (Eddie Trager) – trummor (2007–2016)
- Austin Nickel – gitarr (2007–2011)
- "Fingers" (Brandon Frenzel) – basgitarr (2011–2015)
- "Diamond" (Joe Nelson) – gitarr (2015)

Turnerande medlemmar
- Ashleigh Carracino - keyboard (2007)
- Alex Duddy - sång (2007)
- Anthony DeLorenzi – gitarr (2018)

## Diskografi
Demo
- Stench Pre-Production (2012)

Studioalbum
- Goblin Island (2006)
- Stench (2011)
- Heavy Meta (2015)
- Welcome To Bonkers (2018)

EP
- Power (2013)

### Musikvideor
| År   | Titel                | Regissör(er)   |
| ---- | -------------------- | -------------- |
| 2012 | "No One Survives"    | Brandon Dermer |
| 2013 | "Powercore"          | Brandon Dermer |
| 2015 | "We Need a Gimmick"  | Brandon Dermer |
| 2018 | "Dressed as Goblins" | Brendon Small  |